# Перцівка
Перці́вка — традиційна українська гірка настоянка горілки на гострому червоному перці.

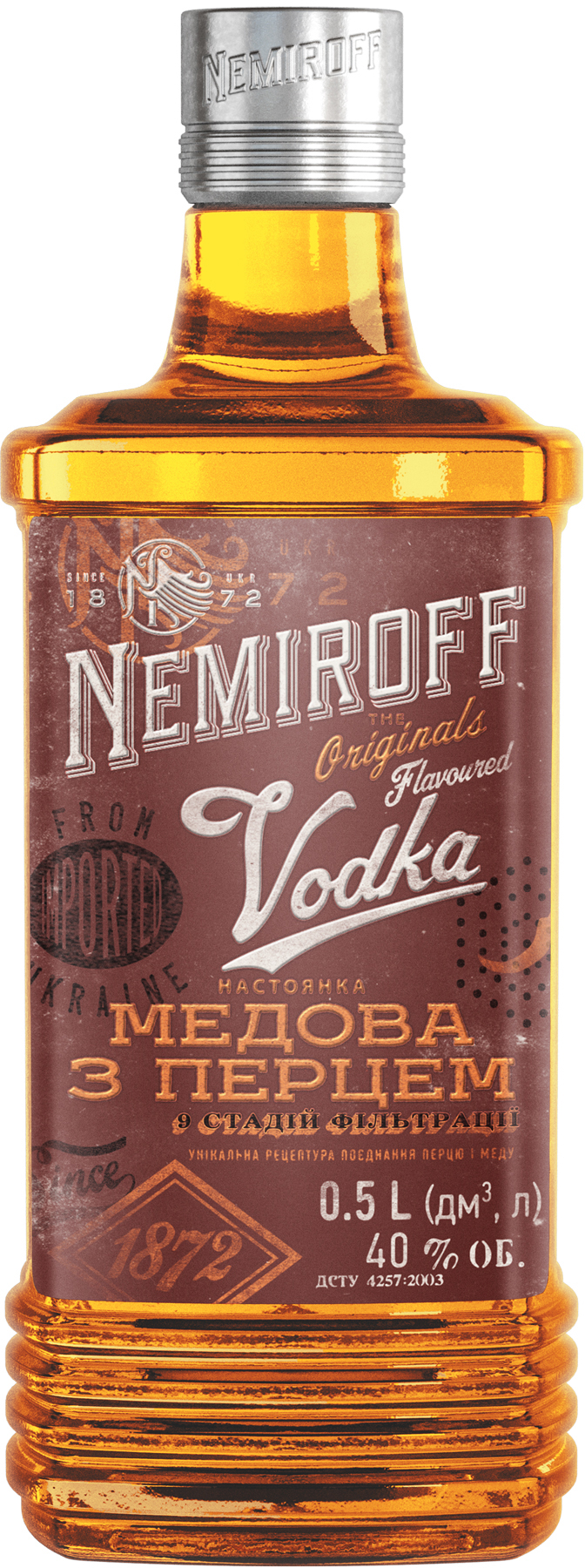
Настоянка медова з перцем «Nemiroff»

В іншомовних традиціях, у тому числі російській та англійській, саме перцівку називають словом «горілка» (англ. Horilka).